# Миколаєве
Микола́єве — колишнє селище в Україні, підпорядковувалося Подільській сільській раді Веселинівського району Миколаївської області.
Виключене з облікових даних рішенням Миколаївської обласної ради від 29 березня 2013 року у зв'язку з переселенням його мешканців до інших населених пунктів.